# Gens Terència
Terència (en llatí Terentia) va ser una gens romana d'origen plebeu. Segons Marc Terenci Varró Terentius derivava de la paraula sabina "terenus" que vol dir "suau".
Els Terentii es mencionen per primer cop l'any 462 aC quan Gai Terentil Arsa, segurament membre de la gens, va ser tribú de la plebs. Dionís d'Halicarnàs diu que aquest Arsaj es deia Gai Terenci. El primer que va obtenir el consolat va ser Gai Terenci Varró que va dirigir la batalla de Cannes l'any 216 aC. Altres Terentii apareixen després fins als inicis de l'imperi. Els seus cognomens principals van ser Cul·leó, Lucà i Varró.
Els que no portaven cap d'aquestos cognoms són: 
- Gai Terenci Arsa o Gai Terentil Arsa, tribú de la plebs el 462 aC
- Luci Terenci Massaliota, pretor el 187 aC.
- Luci Terenci Istra, pretor el 182 aC
- Luci Terenci, militar romà.
- Servi Terenci, militar romà.